# Теректинский район
Теректи́нский район (каз. Теректі ауданы) — район Западно-Казахстанской области Казахстана.
Административный центр района — село Теректы. Расстояние от райцентра до областного центра Уральска — 45 км.
Население района составляет 38 086 человек (на начало 2019 года).

## География
Район расположен в северо-восточной части Западно-Казахстанской области. Территория района располагается на левобережье реки Урал. Район граничит на западе — с г. Уральск, на востоке с Бурлинским районом и на юге с Сырымским и Акжаикским районами. Территория района занимает площадь в 8,4 тыс. кв.км, что составляет 5,6 % территории Западно-Казахстанской области.
Район состоит из 15 сельских округов и 49 сельских населенных пунктов. На территории Теректинского района находится самое крупное озеро Западно-Казахстанской области — озеро Шалкар общей площадью  360 кв.км.

## Экономика
Территория района разделена на две природно-экономических зоны:
- сельскохозяйственная зона — степная зерноживотноводческая (северная часть района в ней распространены тёмно-каштановые и каштановые почвы с балом бонитетом почв от 20 до 36.
- сельскохозяйственная зона — предсыртовая, животноводческо-земледельская (южная часть района), для неё характерны светло-каштановые почвы, балл бонитета пашни колеблется от 16 до 28[2].

## Административное деление
1. Сельский округ Теректы
2. Акжаикский сельский округ
3. Аксогымский сельский округ
4. Аксуатский сельский округ
5. Анкатинский сельский округ
6. Богдановский сельский округ
7. Долинский сельский округ
8. Новопавловский сельский округ
9. Подстепновский сельский округ
10. Покатиловский сельский округ
11. Приречный сельский округ
12. Узункольский сельский округ
13. Чаганский сельский округ
14. Шагатайский сельский округ
15. Шалкарский сельский округ